# Município de Oxford (condado de Coshocton, Ohio)
O município de Oxford (em inglês: Oxford Township) é um município localizado no condado de Coshocton no estado estadounidense de Ohio. No ano de 2010 tinha uma população de 1.527 habitantes e uma densidade populacional de 22,86 pessoas por km².

## Geografia
O município de Oxford encontra-se localizado nas coordenadas 40° 15′ 19″ N, 81° 39′ 18″ O. Segundo a Departamento do Censo dos Estados Unidos, o município tem uma superfície total de 66.81 km², da qual 65.38 km² correspondem a terra firme e (2.14%) 1.43 km² é água.

## Demografia
Segundo o censo de 2010, tinha 1.527 habitantes residindo no município de Oxford. A densidade populacional era de 22,86 hab./km². Dos 1.527 habitantes, o município de Oxford estava composto pelo 97.31% brancos, o 0.39% eram afroamericanos, o 0.52% eram amerindios, o 0.13% eram asiáticos, o 0.07% eram insulares do Pacífico, o 0.33% eram de outras raças e o 1.24% pertenciam a duas ou mais raças. Do total da população o 0.39% eram hispanos ou latinos de qualquer raça.